# Stanisław Kostka Starowieyski

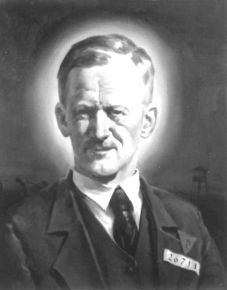
Stanisław Kostka Starowieyski

Stanisław Kostka Starowieyski (* 11. Mai 1895 in Ustrobna; † 13. April 1941 im KZ Dachau) war ein vom Naziregime verfolgter polnischer Offizier, katholischer Aktivist und Gentiluomo di Sua Santità. Er wird in der katholischen Kirche seit 1999 als Seliger verehrt.

## Leben
Starowieyski (voller Name: Stanisław Kostka Maria Gerard Franciszek de Hieronymo Biberstein Starowieyski) wurde als das dritte Kind von Jan und Amelia Stanisław (geb. Łubieńska) im damaligen Habsburgerreich in Ustrobna, heute Woiwodschaft Karpatenvorland, geboren. Sein Vater war Mitglied des Galizischen Landtags, des Reichsrats und später der Polnischen Verfassunggebenden Nationalversammlung. Er besaß zudem Güter in Bratkówka und Korabniki. Die Familie war väterlicherseits eine Linie der Bibersteins, eines Geschlechts der Szlachta.
Seine frühe Kindheit verbrachte er in einem Landhaus in Bratkówka. Die Familie war eng mit der katholischen Kirche verbunden und unterstützte zahlreiche soziale Zwecke, wobei sie gemäß dem Geist der vom damaligen Papst Pius X. angestoßenen Reformen handelte. Ersten Unterricht erhielt er wie seine Geschwister von Hauslehrern in Krosno, später war er Schüler des k.u.k. Gymnasiums in Sanok (der heutigen Grundschule No. 08 Sophie Holszańska), wo er in den Jahren 1905 bis 1908 die erste bis dritte Klassenstufe absolvierte.
Ab 1910 besuchte er ein Jesuitenkolleg in Chyriw, das er 1914 mit der 8. Klasse abschloss. Dort trat er der Marianischen Kongregation bei.
Nach dem Schulabschluss begann er ein Studium der Rechtswissenschaften an der Jagiellonen-Universität in Krakau, das jedoch vom Ausbruch des Ersten Weltkriegs unterbrochen wurde.
Am 15. September 1914 wurde er von den Landstreitkräften Österreich-Ungarns eingezogen und zum Offizier ausgebildet. Am 28. Juni 1915 erhielt er sein Offizierspatent und wurde mit einem Feldartillerieregiment an die Ostfront verlegt, wo er an der Schlacht um Lemberg und Przemyśl teilnahm. Am 3. März 1918 wurde er an die Italienfront verlegt, um an der Zweiten Schlacht am Piave teilzunehmen.

### Zwischenkriegszeit
In den neu konstituierten Staat Polen kehrte er am 1. November 1918 zurück und trat auch dort wieder der Armee bei. Im Rang eines Unterleutnants nahm er am Aufbau der Armee in Krakau teil, wenig später kämpfte er im Polnisch-Ukrainischen Krieg als Batteriekommandant bei Przemyśl und im Zuge der Verteidigung von Lemberg in der Zitadelle von Lwiw.
Im Juni 1919 wurde er Teil des neu aufgestellten 9. Leichten Artillerieregiments, mit dem er ab dem 3. Dezember 1919 am Polnisch-Sowjetischen Krieg und im Zuge dessen von Dezember 1919 bis August 1920 an der Kiewoffensive und der Schlacht bei Warschau teilnahm. Für seine „Heldentaten“ während der Kiewer Offensive wurden ihm das "Krzyż Walecznych" (Verdienstkreuz) und der Orden Virtuti Militari (Nr. 4469) zuerkannt und von General Władysław Sikorski verliehen.
Im Anschluss an die Schlachten erkrankte er schwer an Dysenterie und kam nach einem langen Aufenthalt in einem Feldspital in Zambrów nur knapp mit dem Leben davon. Sein Leben lang litt er an den Folgen der Krankheit, Blutgerinnsel in seinen Beinen. Noch vor seiner Entlassung aus der Armee im Juli 1921 wurde er zum Hauptmann befördert, im Zuge der Entlassung wurde er der Reserve als Hauptmann d.R. der Artillerie mit Dienstalter vom 1. Juni 1919 zugeordnet. 1923 und 1924 absolvierte er als Reservist Wehrübungen beim 9. Feldartillerieregiment in Biała Podlaska.
Am 24. August 1921 heiratete er in Łabunie Maria Szeptycka (1894–1976), die Trauung wurde von seinem Taufpaten Pfarrer Franciszek Starowieyski vollzogen. Das Paar wohnte in der Folge im Landhaus Łaszczów, das dem Vater der Braut, Aleksander Szeptycki, gehörte. Das Anwesen war durch die Kämpfe völlig verwüstet und sie lebten in einem bescheidenen Anbau. Die beiden bekamen sechs Kinder, und obgleich sie beide aus wohlhabenden Familien stammten, entschieden sie sich angesichts der weitverbreiteten Armut dazu, das Haus nicht zu renovieren und stattdessen ihr Vermögen zum Wohl der Familie, aber auch der Bedürftigen, einzusetzen. Dennoch entstand im Laufe der Zeit und mit der wachsenden Anzahl an Familienmitgliedern aus dem Anbau ein regulärer Wohnbau.
Starowieyski entschied sich, sein Studium der Rechtswissenschaften nicht erneut aufzunehmen und stattdessen eine landwirtschaftliche Ausbildung zu absolvieren. Zeitgleich war das Paar zu dieser Zeit sehr aktiv in der lokalen katholischen Kirche, indem sie die Ausbildung von pastoralen Mitarbeitern finanziell unterstützten, Einkehrtage organisierten und abhielten, ein Amateurtheater (Polnisch: Koło Porad Sąsiedzkich, „Nachbarschaftsbeirat“) aufbauten und die lokale Vereinigung des Klubs der katholischen Intelligenz leiteten und die Versammlungen organisierten. Im September 1934 war er einer der Mitorganisatoren des Diözesanen Eucharistischen Kongresses in Chełm.
Starowieyski war auch besonders für die Katholische Aktion aktiv. 1932 wurde er zum Vize-Präsidenten und 1935 zum Präsidenten des Diözesaninstituts des Lubliner Zweigs der Katholischen Aktion ernannt. Als solcher verfasste er mehrere Veröffentlichungen und nahm an vielen Feierlichkeiten, Einkehrtagen, Kongressen, Kursen und Pilgerfahrten teil. 1937 nahm am Internationalen Christ-König-Kongress in Poznań (Polnisch: Międzynarodowy Kongres Chrystusa-Króla) teil und traf auf dem Rückweg nach Łaszczów bei einem Stopp in Niepokalanów den hl. Maximilian Kolbe.
Für sein Engagement und seine Verdienste um die Katholische Kirche verlieh ihm Papst Pius XI. 1934 den Ehrentitel eines Gentiluomo di Sua Santità.

### Zweiter Weltkrieg
Nach dem Ausbruch des Zweiten Weltkriegs nahm Starowieyski viele vor den Deutschen Geflohene bei sich auf. Nach dem Einmarsch der Roten Armee am 17. September 1939 besetzte die Sowjetunion auch die Region Lublin. Das Anwesen der Starowieyskis wurde von sowjetischen Soldaten geplündert und Starowieyski und sein Bruder Marian wurden gefangen genommen, konnten aber während eines Transports nach Tomaszów Lubelski fliehen. Nach dem Rückzug der Sowjets hinter den Bug kehrte Starowieyski Ende September 1939 auf sein Anwesen zurück.
Während der deutschen Besatzung stellte er sein Engagement nicht ein, spendete weiter Geld für wohltätige Zwecke und unterstützte die Diözesankurie in Lublin.
Am 19. Juni 1940 nahm ihn die Gestapo gefangen und internierte ihn, zunächst im Gefangenen-Durchgangslager der Gestapo in der Rotunde von Zamość (ein 1825 bis 1831 errichteter, von den Deutschen als Gefangenenlager genutzter Teil der Festungsanlage von Zamość), später im Schloss Lublin, das ebenfalls als Gefängnis genutzt wurde.
Im weiteren Verlauf wurde er in den Block 49 des KZ Sachsenhausen verlegt, wo ihm die Häftlingsnummer 25711 zugewiesen wurde. Im September 1940 wurde er wiederum in den Block 23 des KZ Dachau überwiesen, wo er unter der Häftlingsnummer 16532 registriert wurde.
Es ist überliefert, dass Starowieyski in Dachau weiterhin die „Frohe Botschaft“ unter seinen Mithäftlingen verbreitete. Als Vertreter des polnischen Landadels und katholischer Aktivist zog er sich jedoch den Hass der Nazis besonders zu und wurde von den Wachmännern abgesondert, besonders schikaniert und geschlagen. In der Folge verschlechterte sich sein Gesundheitszustand rapide, insbesondere seine Beine wiesen Schwellungen und blutende Krampfadern auf.
Am Ostersonntag 1941, dem 13. April, starb er den Märtyrertod.

## Auszeichnungen
- Silbernes Kreuz des Virtuti Militari (Verleihungs-No. 4469, für Heldentaten im Polnisch-Sowjetischen Krieg)
- Tapferkeitskreuz
- Przemyśler Stern
- Orlęta-Gedenkabzeichen

## Verehrung und Patronat

### Seligsprechung
Starowieyski wurde am 13. Juni 1999 von Papst Johannes Paul II. während einer Messe in Warschau als einer der 108 Polnischen Märtyrer des deutschen Besatzungsregimes 1939–1945 seliggesprochen.

### Verehrung
Starowieyskis Leiche wurde noch im KZ Sachsenhausen verbrannt und seine Asche wurde von den Nazis an seine Familie überstellt. Diese begrub sie auf einem vormaligen Anwesen der (Schwieger-)Familie in Łabunie, wo zuvor bereits die Familienmitglieder begraben wurden.
Bereits am 17. Oktober 2002 wurde für ihn eine Gedenktafel am vormaligen Wohnhaus der Familie in Bratkówa angebracht.
Das Anwesen, auf dem Starowieyski begraben liegt, wurde von seinem Stiefvater aus Dankbarkeit für die Pflege seiner kranken Tochter Maria, die an Tuberkulose litt und 1917 starb, 1922 den  Franziskanischen Missionarinnen Mariens (FMM) vermacht. Eine Nichte des Stiefvaters Starowieyskis, Zofia Maria Bronisława Szeptycki (1904–1958), wurde später zur Oberin der Polnischen Provinz dieses Ordens gewählt.
Die FMM richteten im September 2019 dort eine Gedenkstätte für den sel. Stanisław Kostka Starowieyski ein und legten eine Nekropole für die Familie Szeptycki (Starowieyskis Schwiegerfamilie) an, in der auch Starowieyskis Asche eine Ruhestätte gefunden hat. Die Gedenkstätte ist am Rand des Parks kreisförmig um ein Holzkreuz angelegt.
Seit dem 18. Juni 2017 stellt die Kirche St. Peter und Paul in Łaszczów den Rosenkranz des sel. Stanisław Kostka Starowieyski als Berührungsreliquie aus. Dieser war von seiner Frau nach seiner Gefangennahme aufbewahrt worden und kam später in den Besitz seines Enkels Wojciech Starowieyski, der ihn dann mit Zustimmung des Ortsbischofs, Marian Rojek, der Kirche St. Peter und Paul vermachte.

### Patronat
Zum 70. Jahrestag seines Todes wurde Starowieyski zum Patron der Katholischen Aktion in Polen erhoben. Außerdem ist er Patron folgender Einrichtungen:
- Der Grundschule in Bratkówka (Polnisch: Szkoła Podstawowa w Bratkówce)
- Der Mittelschule in Łaszczów (Polnisch: Liceum Ogólnokształcące w Łaszczowie)
- Dem Ausbildungszentrum für Laienevangelisierung in Zamość (Polnisch: Zamojska Szkoła Ewangelizacji)

## Familie
Stanisław Kostka Starowieyski weist einen Stammbaum mit vielen bedeutenden Namen auf. Sein Schwiegervater, Aleksander Maria Szeptycki (1866–1940), war der Bruder des mittlerweile ebenfalls selig gesprochenen Märtyrers Klymentij Scheptyzkyj, des Generals Stanisław Szeptycki und des Ehrwürdigen Dieners Gottes und Metropolit-Erzbischofs Andrej Scheptyzkyj. Der Schwiegervater selber wurde am 19. Juni 1940 in der Rotunde von Zamość von der Gestapo zu Tode gefoltert.
Unter seinen fünf Geschwistern finden sich u. a. die Essayistin und Literaturkritikerin Zofia Starowieyska-Morstinowa (1891-1966), für deren Seelenheil der hl. Karol Józef Wojtyła in seiner damaligen Funktion als Erzbischof fünf Tage nach ihrem Tod eine Hl. Messe zelebrierte. Sein ein Jahr älterer Bruder, Ludwik, (1894-1958) ging mit Stanisław von 1905 bis 1908 in die gleiche Schule und wurde später Reserveleutnant der polnischen Kavallerie.
In seiner Schwiegerfamilie ist der Poet und Autor Aleksander Fredro zu finden, der der Urgroßvater der Frau des sel. Stanisław Kostka Starowieyski war. Mit seiner Frau hatte er sechs Kinder. Das fünfte Kind, Elżbieta, starb bereits im Jahr nach der Geburt (1929-1930). Von den übrigen fünf Kindern nahmen vier am Warschauer Aufstand teil, der Zweitgeborene, Aleksander (Kampfname: Oleś), starb während diesem den Heldentod. Der letzte Sohn, Andrzej, starb 2013 und erlebte die Seligsprechung seines Vaters noch mit.
Sein Neffe, Marek Starowieyski (* 1937), wurde Prälat und Professor der Theologie mit Schwerpunkt auf dem alten Christentum und Patristik. Ein anderer Neffe, Franciszek Starowieyski (1930-2009), wurde Grafiker, Maler und Bühnenbildner.